# Pentachlaena orientalis
Pentachlaena orientalis là một loài thực vật có hoa trong họ Sarcolaenaceae. Loài này được Capuron mô tả khoa học đầu tiên năm 1973.